# 霍爾納德河

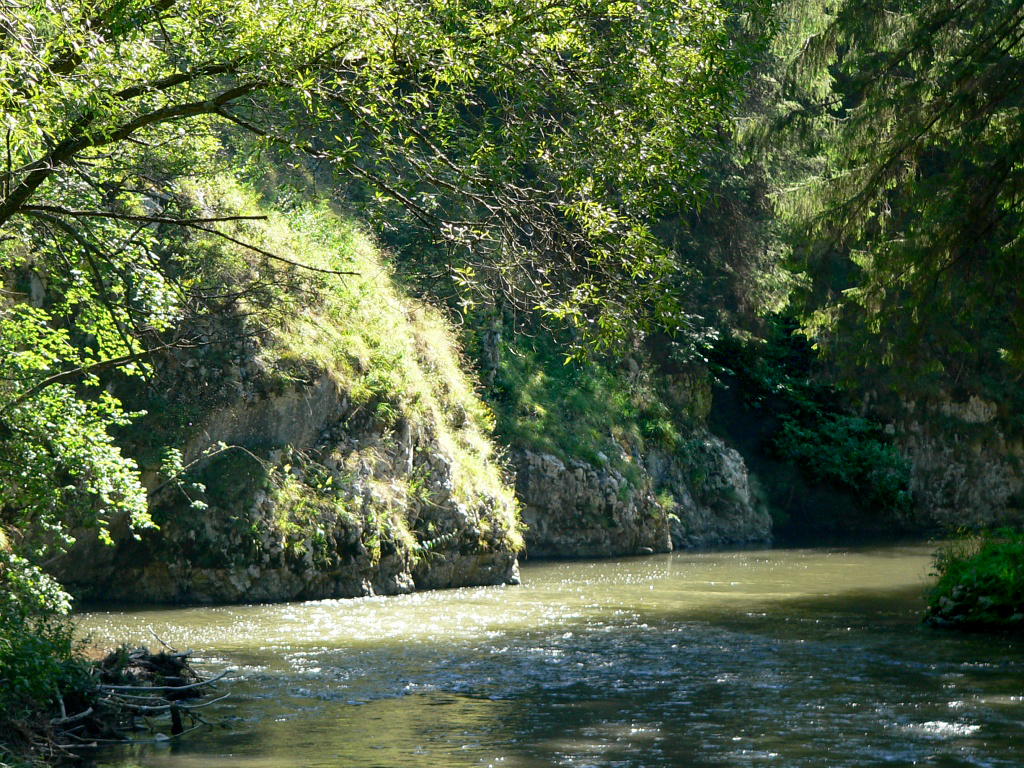

霍爾納德河是中歐的河流，屬於紹約河的支流，流經斯洛伐克東部和匈牙利東北部，河道全長286公里，流域面積4,403平方公里，河畔城鎮有斯皮什斯凱弗拉希和斯皮什新村。
48°00′N 20°56′E / 48.000°N 20.933°E